# Boite (cours d'eau)
Pour l’article ayant un titre homophone, voir Boîte.
Le Boite est un cours d'eau coulant dans le nord de l'Italie.

## Parcours
Il prend sa source dans les Dolomites, sur le territoire de la commune de Cortina d'Ampezzo, en Vénétie. Son cours coule vers le sud, puis vers l'est. Près de Perarolo di Cadore, il se jette dans le Piave. 